# Donnersbach
Donnersbach ist eine ehemalige Gemeinde mit 1025 Einwohnern (Stand: 1. Jänner 2018) im österreichischen Bundesland Steiermark im Bezirk Liezen und Gerichtsbezirk Liezen. Seit 2015 ist sie im Rahmen der Gemeindestrukturreform in der Steiermark mit den Gemeinden Irdning und Donnersbachwald zusammengeschlossen, die neue Gemeinde führt den Namen „Irdning-Donnersbachtal“.

## Geografie
Donnersbach, in einem südlichen Seitental der Enns gelegen, ist Teil der Niederen Tauern.

### Gliederung
Das Gemeindegebiet umfasste folgende acht Ortschaften (in Klammern Einwohnerzahl Stand 1. Jänner 2024):
- Donnersbach (282)
- Erlsberg (343)
- Fuchsberg (21)
- Furrach (40)
- Ilgenberg (132)
- Planneralm (8)
- Ritzenberg (49)
- Winklern (137)

Die Gemeinde bestand aus den beiden Katastralgemeinden Donnersbach und Erlsberg.

### Ehemalige Nachbargemeinden
Nachbargemeinden waren: Aigen im Ennstal, Oppenberg, Donnersbachwald, Öblarn, Niederöblarn und Irdning.

## Geschichte
Die Besiedlung des Donnersbachtales erfolgte bereits durch die Römer (Donnersbacher Votivstein). Über die Herkunft des Ortsnamens gibt Rudolf Wernbacher eine mögliche Erklärung:

„… Wuotanesouwa, Donaresouwa, Donnersbachau. Eine dem alten Germanengotte »Wotan, Donar« geheiligte Au“.
1344 wurde alles Gut, Lehen, Gericht, Vogtei, und Wald von Hartneid von Kchranichberg, an den Fürsten Herzog Albrecht II.
in Österreich verkauft. Herzog Albrecht II. interessierte sich auf einmal für Donnersbach und ließ alles aufkaufen, was dort zu haben war. 1346 übergab Albrecht alles Erworbene dem Kloster Gaming in Niederösterreich. So entstand die Herrschaft Donnersbach, die einen Wehrbau besaß, der später zum Schloss Donnersbach ausgebaut wurde. Dieser Wehrbau wurde der Mittelpunkt der Verwaltung und des Gerichtes. Bis ins 13. Jahrhundert bildete das Ennstal einen einheitlichen Gerichtsbezirk – der Sitz war in Wolkenstein. 1346 wurde durch den Freibrief von Herzog Albrechts Donnersbach von Wolkenstein abgetrennt. Für das Landesgericht Donnersbach stand der Galgen in der Poscha auf der linken Bachseite. 1530 wurde die Herrschaft Donnersbach an Achatz Schrott, Edler und Ritter zu Kindberg verkauft, um die Steuer aufzubringen. Im Jahre 1764 kaufte Graf Maria Corbinian von Saurau die schwer verschuldete Herrschaft. 1770 gehörten zur Herrschaft Donnersbach 599 männliche und 614 weibliche Seelen. 1783 kaufte schließlich Karl Graf von Stainach das Territorium. 1799 wurde die gesamte Herrschaft an die Innerberger Hauptgewerkschaft veräußert.
Vom 17. bis 19. Jahrhundert wurde in Donnersbach Bergbau, vor allem auf Gold, Silber, Zink, Blei, betrieben. 1666 wurde ein Hammerwerk gegründet. 1774 fand die Gründung einer Schule statt, deren Gebäude erst 1784 folgte. Zwischen 1870 und 1951 erfolgten die Gründung bzw. Errichtung von Postamt, Musikkapelle, Freiwillige Feuerwehren Donnersbach und Erlsberg, Raiffeisenkasse, Schwimmbad, Fremdenverkehrsverein und des ersten Skiliftes auf der Planneralm.
Im Jahre 1848, dem Jahr der Bauernbefreiung, wurde das Untertänigkeitsverhältnis zwischen Bauern und Herrschaft aufgehoben. Die Innerberger Hauptgewerkschaft konnte keine Abgaben mehr einheben. Allerdings behielt sie den Privatbesitz und manche Rechte, um die noch lange gestritten wurde.

## Das ehemalige Bad
Wie durch den Donnersbacher Römerstein bezeugt, muss es schon in römischer Zeit eine heilkräftige Quelle in Donnersbach gegeben haben.
Mehrere alte Aufzeichnungen erwähnen ein „Wildbad“, das dem Schloss Donnersbach gerade gegenüber am Abhange des Erlsberges in unmittelbarer Nähe der sogenannten „Kreuzerkeusche“ gelegen war, beschreiben die Eigenschaften der schwefelhaltigen Quelle und berichten, dass zuletzt durch eine Hochwasserkatastrophe die Badehütte weggerissen und nicht mehr aufgebaut worden sei.
Tatsächlich zeigt Georg Matthäus Vischers „Topographia Ducatus Stiriae“ von 1681 auf Blatt 56 in der Abbildung des Schlosses Donnersbach links unten jenseits der Brücke am Fuße des Erlsberges ein kleines Haus mit der Überschrift „Das Baad“. Im Hintergrund ist die – damals noch bestehende – Ägydikirche (siehe Ruine Ägydikirche) auf dem Ilgenberg zu sehen.
Auch über ehemalige Kurgäste gibt es Nachrichten:
- Abt Valentin von Admont besuchte das Bad in den Jahren 1555 bis 1567 zur Linderung seines Kopfleidens.
- Die Äbtissin Florentina Putterer aus Göss (1576 bis 1602) reiste in dieses Bad. An ihren Familiennamen erinnern noch das Puttererschloss und der Putterer See in Aigen im Ennstal.
- Im Jahre 1618 verweilten dort zur Kur Hans Wilhelm von Saurau, Hans Friedrich von Stainach und die Herren von Racknitz und Zinzendorf und schließlich 1682 der Admonter Profess P. Romanus Vukovic.

Nach handschriftlicher, im Gemeindeamt Donnersbach vorhandener Aufzeichnung des Direktors Karl Reiterer (seinerzeit Oberlehrer in Donnersbachwald) – mit Hinweis auf einen Bericht des Pfarrers F. Preis aus dem Jahre 1810 – sollen um das Jahr 1799 die zusammenhängenden Gemeinden Erlsberg und Ilgenberg von einem schweren Wolkenbruch heimgesucht worden sein, der offenbar auch die Ursache der Zerstörung des Wildbades gewesen sein dürfte.
Berta Runge beobachtete, dass fünfzig Schritte davon entfernt ein Terrainstreifen an der Lehne des sogenannten „inneren“ Erlsberges während der Wintermonate fast schneefrei („aper“) bleibe, eine Erscheinung, die offenbar dazu beitrug, nach der urkundlich nachgewiesenen und später verschütteten Therme wieder zu bohren, allerdings bisher ergebnislos.

## Wappen
Aus einem roten Feld züngeln Blitze (= Donner) in ein blaues Feld (= Bach, Wasser), daher der Name Donnersbach

## Tourismus & Wirtschaft
Donnersbach ist touristisch geprägt durch das höchstgelegene Skidorf der Steiermark, die Planneralm. Im Sommer bieten sich Wanderungen, darunter durch den Klammsteig und auf die Berge der Wölzer Tauern, an. Ein Fitnesspfad und das Sportzentrum runden das Angebot ab.
Die Wirtschaft ist geprägt durch touristische Einrichtungen und Kleingewerbebetriebe.

## Kultur und Sehenswürdigkeiten

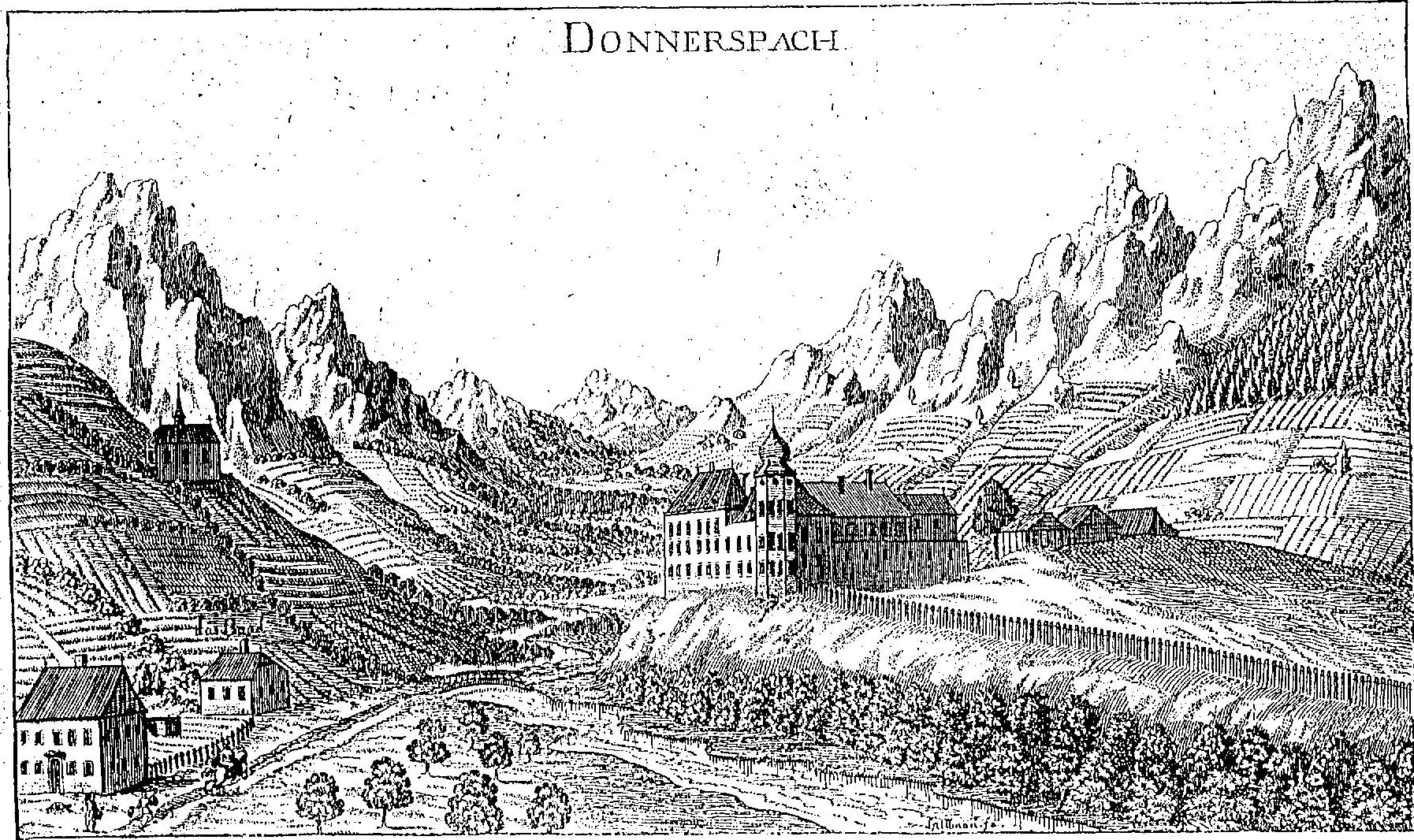
Schloss Donnersbach,
Ansicht aus Georg Matthäus Vischer:
Topographia Ducatus Stiriae, 1681, Blatt 56

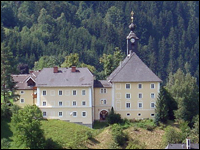
Schloss- und Pfarrkirche Donnersbach

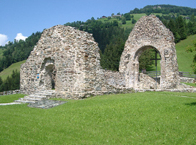
Ruine Ägydikirche

- Schloss Donnersbach: Das Schlossgebäude, dessen Erbauungszeit etwa in das Jahr 1560 fällt, dürfte einst als Jagdschlösschen dem Herzog Albrecht und seinen Nachfolgern gedient haben. In einem Bericht von circa 1620 meldet Susanne von Saurau, dass das Schloss Donnersbach von ihrem Großvater erbaut wurde. Vorher bestand ein Wehrbau; seine heutige Gestalt, ohne Kirche, erhielt das Schloss 1589. 1714 erschütterte ein schweres Erdbeben das Schloss. 1786 erfolgt der Einbau der Kirche. 1847 erhielten das Schloss und der Schlosstorbogen mit seinem zweistöckigen Gang und der Pfarrhof den gleichen Verputz. 1964 war die bisher letzte Restaurierung. Auf einem steilen Weg gelangt man zum schweren Tor des Schlosseinganges. Darauf sieht man den Doppeladler und das Saurausche Wappen mit dem Bären. Im Innenhof befindet sich ein Abguss des im Fußboden des Schlosses gefundenen Donnersbacher Römersteines.
- Katholische Pfarrkirche Donnersbach hl. Ägydius
- Ruine Ägydikirche: Das Donnersbachtal gehörte 1230 zur Pfarre Irdning. Erstmals wird die dem Hl. Ägydius (Patron der Kaufleute) geweihte Kirche 1357 erwähnt. Erbaut – im romanischen Stil – wurde sie sicher schon früher, wahrscheinlich im 13. Jahrhundert. Die Fläche betrug etwa 150 m², die Ausrichtung der Kirche war von West nach Ost. Auf den Längsseiten befanden sich je drei Fenster, auf der Dachmitte ein Türmchen.
- Donnersbachklamm: Erstmalige Errichtung des Klammsteiges 1936 durch Ausbau des schon seit Jahrhunderten vorhandenen Triftsteiges. Nachdem der Steig später verfiel, erwarb sich der Gastwirt Siegfried Leitner bei der neuerlichen Errichtung im Jahre 1982 große Verdienste. Im Jahre 1991 wurde die Donnersbachklamm zum Naturdenkmal erklärt.

## Die Trift
Die „Trift“ war eine nicht ungefährliche Arbeit; brach einmal der Rechen, war das ganze Tal überflutet.
Nach und nach entdeckte man aber neben der Arbeit die Schönheit dieser wilden Talschlucht und öffnete den nun ausgebauten Triftsteig im Jahre 1936 für Besucher. Durch den Bau der Straße nach Donnersbachwald und Autoverkehr war das Trifthandwerk unwirtschaftlich geworden. Die letzte Trift fand 1961 statt und 1962 wurde der Rechen abgetragen. Doch der Triftsteig wurde als Klammsteig wieder errichtet und immer wieder verbessert.
- Herrenhaus der Forstverwaltung: 1751
- Müllnerhäusl: 1604
- Hammerhäuser: 17. Jahrhundert

## Donnersbach – das Blumendorf
Donnersbach wurde im Jahr 2005 zum Schönsten Blumendorf der Steiermark gewählt. Neben den aufwändigen und schön gestalteten Blumenarrangements ist es auch den zahlreichen Kinder- und Jugendprojekten zu verdanken, die Donnersbach zum Sieg in dieser Kategorie verhalfen.
2006 wurde Donnersbach zum Schönsten Blumendorf Österreichs gekürt. Die Auszeichnung 2006 war Motivation zur Bewerbung zum Europadorf 2007. Für diesen Titel sind nicht nur großes Engagement im Blumenschmuck notwendig, hierfür werden auch die dorfeigene Entwicklung der letzten Jahre sowie zahlreiche Projekte herangezogen.
Im Rahmen des europäischen Wettbewerbes „Entente Florale Europe“ wurde Donnersbach 2007 zum Schönsten Blumendorf Europas gekürt und damit mit einer Goldmedaille in der Kategorie Dorf ausgezeichnet.

## Regelmäßige Veranstaltungen
- Donnersbacher Gewerbekirtag: jährlich am dritten Samstag im Oktober.
- Planneralm Bergpreis für Puch Autos, Motorräder und Oldtimer: traditionell wird am Donnersbacher Gewerbekirtag auch der Planneralm Bergpreis für Puch Autos, Motorräder und Oldtimer ausgetragen.

## Persönlichkeiten

### Ehrenbürger
- 1971: Josef Krainer (1903–1971), Landeshauptmann
- 1981: Friedrich Niederl (1920–2012), Landeshauptmann

### Sonstige
- Karl Lackner (Politiker, 1921), Landwirt und Politiker (Bürgermeister von Donnersbach (1951 bis 1974) und steirischer Landtagsabgeordneter (1957 bis 1981)) → wuchs hier auf und betrieb hier den elterlichen Bergbauernhof
- Karl Lackner (Politiker, 1954), Landwirt und Politiker (Bürgermeister von Donnersbach (1994 bis 2014) und steirischer Landtagsabgeordneter (2005 bis 2019)) → wuchs hier auf und betreibt hier den Bergbauernhof vulgo Ewis
- Hias (1950–2007), Sänger, Humorist und Ziehharmonikaspieler → lebte im Ort